# Gilberto Alves
Gilberto Alves, ismertebb nevén: Gil (Nova Lima, 1950. december 24. –) brazil labdarúgóedző, korábbi válogatott labdarúgó.

## Pályafutása

### Klubcsapatban
Pályafutása során számos csapatban megfordult. 1970 és 1971 között a Cruzeiro EC, 1970 és 1973 között a Villa Nova, 1973-ban az EC Comercial játékosa volt. 1974 és 1977 között a Fluminensében játszott, melynek színeiben két Carioca bajnoki címet szerzett (1975, 1976). 1977 és 1980 között a Botafogóban, 1980-ban a Corinthiansban szerepelt. 1981-ben Spanyolországba igazolt a Real Murcia csapatához, ahol egy évet töltött. 1982-ben hazatért Brazíliába a Coritiba együttesébe. Később szerepelt még a portugál SC Farense csapatában is. 

### A válogatottban
1976 és 1978 között 29 alkalommal szerepelt a brazil válogatottban és 6 gólt szerzett. Részt vett az 1978-as világbajnokságon.

## Sikerei, díjai

### Játékosként
Fluminense
- Carioca bajnok (2): 1975, 1976
- Copa Río Branco (1): 1976
- Copa Roca (1): 1976

Brazília
- Világbajnoki bronzérmes (1): 1978